# Прощавай, Крістофер Робін
«Прощавай, Крістофер Робін» (англ. Goodbye Christopher Robin) — британський біографічно-драматичний фільм режисера Саймона Кертіса про життя англійського письменника Алана Александера Мілна — автора всесвітньовідомої дитячої повісті про Вінні-Пуха, його відносини з сином Крістофером та історію створення книжки.
Прем'єра відбулась у Великій Британії 29 вересня 2017 року.

## Синопсис
Повернувшись з фронту Першої світової війни в Англію, драматург Алан Мілн, учасник Битви на Соммі, страждає від ПТСР. У нього з дружиною Дафною народжується син, якого вирішують назвати Крістофером Робіном, але у колі сім'ї його кличуть Біллі Мун. Для маленького сина Мілни наймають няню — Олів Ренд.
Продовжуючи страждати від посттравматичного синдрому, Алан Мілн хоче написати антивоєнний твір. Він приймає рішення переїхати з шумного Лондона в тихий заміський будинок посеред лісу. Дафні ідея чоловіка не подобається, і вона згодом повертається назад у Лондон. Незабаром Олів теж залишає будинок Мілнів, щоб доглянути за своєю матір’ю, яка перебуває при смерті, залишивши Алана і Крістофера самих у будинку. 
Спочатку Алан не знає, чим зайняти сина, і неохоче бере його з собою на прогулянки в ліс, але потім він починає вигадувати й розповідати сину історії про пригоди хлопчика з його іграшковим ведмедиком та іншими плюшевими тваринами, яких вони йому купили. Алан запрошує до себе друга — ілюстратора й такого ж ветерана війни Ернеста Шепарда. Утрьох вони починають разом працювати над майбутньою книгою про іграшкового ведмедика Вінні-Пуха. 
Після публікації, книги швидко спричиняють справжній фурор, але така популярність швидко кладе кінець звичайному спокійному життю Мілнів і стає справжнім випробуванням для маленького Крістофера...

## У ролях
- Донал Глісон — Алан Александер Мілн
- Марго Роббі — Дафна Мілн
- Вілл Тілсон — Крістофер Робін Мілн (в дитинстві)
  - Алекс Лотер — дорослий Крістофер Робін Мілн
- Келлі Макдональд — няня Олів Ренд
- Фібі Воллер-Брідж — Мері Браун
- Стівен Кемпбелл Мур — Ернест Шепард
- Річард МакКейб — Руперт
- Вікі Пеппердін — Бетті
- Джеральдін Сомервіль — Леді О
- Саймон Вільямс — директор Лондонського зоопарку